# فرودگاه ملی سن کریستاوبال د لاس کسس
فرودگاه ملی سن کریستاوبال د لاس کسس (به انگلیسی: San Cristóbal de las Casas National Airport) (به زبان بومی: Aeropuerto Nacional de San Cristóbal de las Casas) یک فرودگاه همگانی مسافربری است که یک باند فرود آسفالت دارد. این فرودگاه در کشور مکزیک قرار دارد و در ارتفاع ۲۱۸۹ متری از سطح دریا واقع شده است.